# Marzena Wróbel
Marzena Dorota Wróbel (Radom; 15 de Outubro de 1963) é uma política da Polónia. Ela foi eleita para a Sejm em 25 de Setembro de 2005 com 7524 votos em 17 no distrito de Radom, candidata pelas listas do partido Prawo i Sprawiedliwość.